# René Souček
René Souček (* 14. prosince 1972 Havířov) je český folkový písničkář žijící v Českých Budějovicích. Hraje převážně vlastní tvorbu na kytaru a ukulele. Jeho texty s prvky autobiografičnosti jsou provokující, vtipné i laskavé. Titulní píseň z alba Fajne-Město se stala v roce 2016 oficiální hymnou města Frýdek-Místek.
Zaměřuje se hlavně na koncerty v komorních klubových i koncertních sálech, např. Českého rozhlasu, České televize, televize Polar, ale i pravidelný účastník mnoha festivalů, např. Colours of Ostrava, Caly Poznaň Ukulele Polsko, Sweetsenfest, Czech ukulele festival a dalších.[zdroj?]
Od roku 2012 jej na pódiích doprovází perkusista Marek Hlosta. Cajlon a djembe, perkusisty Marka Hlosty podtrhují Součkovy rytmickou hudbu nebo naopak u subtilnější skladeb dokresluje kontury.[zdroj?]

## Diskografie

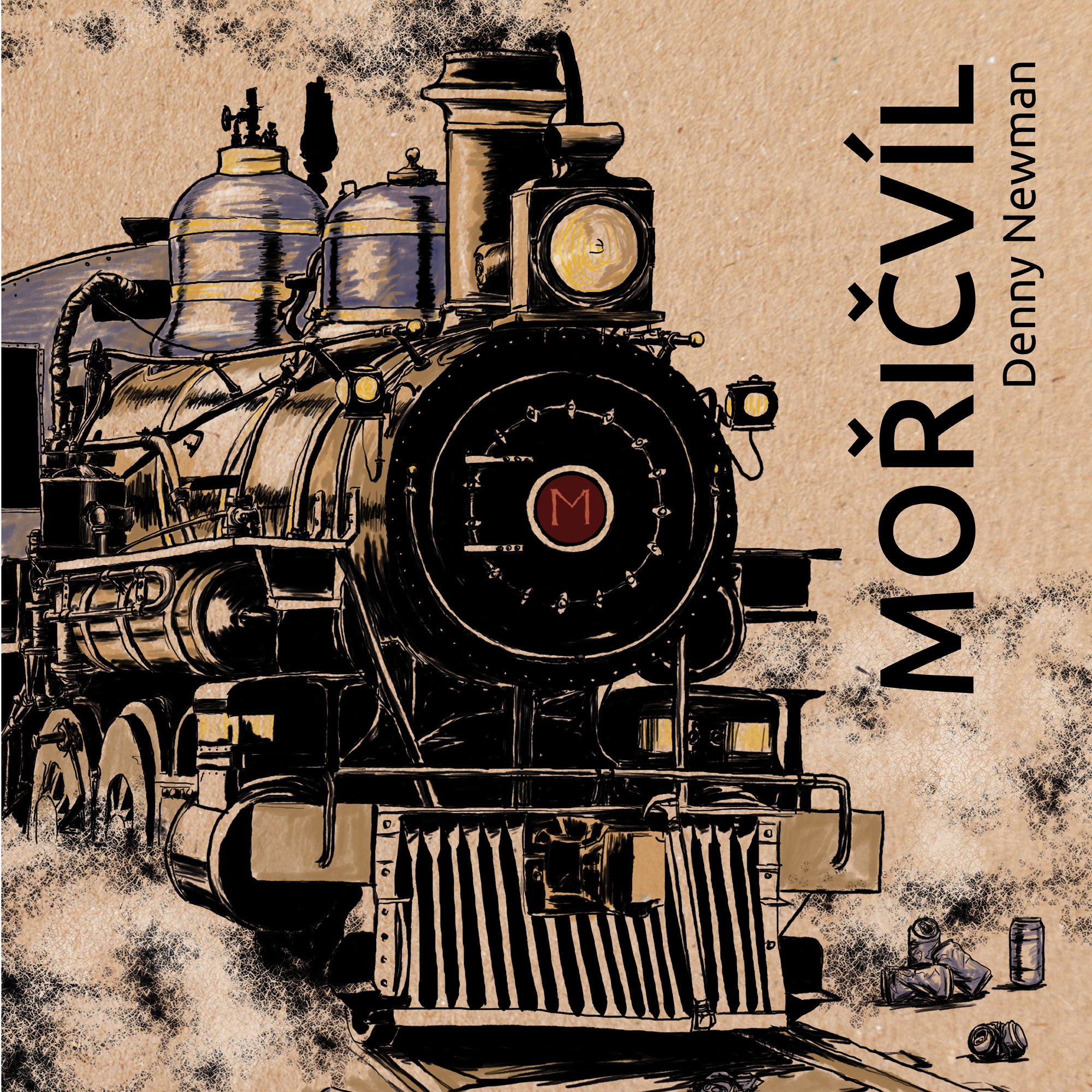
Obal CD Mořičvíl

- 2013 Fajne-Mjesto – Indies Scope RS001, CD: kmotrem je Slávek Janoušek, CD produkoval David Sypka, obal graficky ztvárnil Lukáš Horký.
- 2017 Sto tisíc slov – Indies Scope RS002, CD: kmotry se stali např. J. Samson Lenk, Jaromír Nohavica, Dante Písničkář aj.
- 2019 Mořičvíl – Napsal autor Denny Newman, Studio Kája Dřínek, CD (mluvené slovo). Audioknihu namluvil společně s herečkou Simona Babčáková.